# Ла-Валле-Мюлатр
Ла-Валле́-Мюла́тр (фр. La Vallée-Mulâtre) — коммуна во Франции, находится в регионе Пикардия. Департамент коммуны — Эна. Входит в состав кантона Гюиз. Округ коммуны — Вервен.
Код INSEE коммуны — 02760.

## Население
Население коммуны на 2010 год составляло 146 человек.
| 1962 | 1968 | 1975 | 1982 | 1990 | 1999 | 2010 |
| ---- | ---- | ---- | ---- | ---- | ---- | ---- |
| 208  | 204  | 182  | 148  | 148  | 145  | 146  |

## Экономика
В 2010 году среди 91 человека трудоспособного возраста (15—64 лет) 64 были экономически активными, 27 — неактивными (показатель активности — 70,3 %, в 1999 году было 64,4 %). Из 64 активных жителей работали 51 человек (28 мужчин и 23 женщины), безработных было 13 (5 мужчин и 8 женщин). Среди 27 неактивных 6 человек были учениками или студентами, 8 — пенсионерами, 13 были неактивными по другим причинам.